# Związek Młodzieży Polskiej „Grunwald”
Związek Młodzieży Polskiej „Grunwald” (w franc. Union de la jeunesse polonaise „Grunwald”) – polonijna organizacja działająca we Francji w latach 1944-1950.

## Historia
Organizacja została utworzona w lutym 1944 roku z inicjatywy Francuskiej Partii Komunistycznej. W 1946 roku drużyna piłkarska UJP Grunwald rozegrała mecz z polską reprezentacją Związków Zawodowych, przegrywając 1:3. Organizacja została rozwiązana 11 stycznia 1950 roku.
W 1963 została wydana publikacja pt. Z dziejów Związku Młodzieży Polskiej „Grunwald” we Francji, której autorem był Stanisław Stęplewski.